# Lisieras
Lisieres (en francès Lizières) és una localitat i comuna de França, a la regió de la Nova Aquitània, departament de la Cruesa. La seva població al cens de 1999 era de 284 habitants. Està integrada a la Communauté de communes de Bénévent-Grand-Bourg.

## Demografia
| 1968 | 1975 | 1982 | 1990 | 1999 |
| ---- | ---- | ---- | ---- | ---- |
| 355  | 310  | 313  | 303  | 284  |

## Administració
| Període | Identitat     | Partit |
| ------- | ------------- | ------ |
| 1989-   | André Poupard | PCF    |